# Florence (trò chơi điện tử)
Florence là một trò chơi điện tử có nội dung tương tác do hãng trò chơi Úc Mountains phát triển và Annapurna Interactive phát hành. Trò chơi ra mắt ngày 14 tháng 2 năm 2018 trên hệ điều hành iOS và ngày 14 tháng 3 năm 2018 cho hệ điều hành Android. Florence xoay quanh câu chuyện về cô gái 25 tuổi Florence Yeoh với mong ước trở thành một họa sĩ, nhưng đang phải vùi đầu vào công việc buồn chán, cho tới khi cô gặp Krish, một nhạc công cello với ước mơ được biểu diễn trên sân khấu lớn. Trò chơi không có nhiều lời thoại mà chủ yếu kể câu chuyện của Florence qua một loạt các chương truyện tranh. Trò chơi hướng người chơi khám phá câu chuyện bên trong thông qua trò xếp hình cơ bản nhằm ghép lại những mảnh ghép của cuộc đời Florence.
Thiết kế chính Ken Wong muốn được tạo ra những trò chơi không mang yếu tố bạo lực và coi chính tác phẩm Monument Valley của anh là nguồn cảm hứng để tạo ra các trải nghiệm về nội dung cốt truyện xen kẽ với thể loại ghép hình. Florence nhận được nhiều ý kiến tích cực từ giới phê bình cho phong cách nghệ thuật, âm nhạc và lối kể chuyện trong trò chơi.

## Cách chơi
Florence được chia thành 20 chương, với mỗi chương khắc họa một giai đoạn trong cuộc đời của Florence Yeoh. 20 chương này lại được chia thành sáu màn, thể hiện tổng quát sáu giai đoạn chính trong sự trưởng thành và thay đổi của Florence. Với mạch truyện tuyến tính, trò chơi cần những yếu tố đầu vào từ người chơi qua các minigame ngắn, nhờ đó suy nghĩ và hành động của Florence dần được hé lộ. Sáu màn chơi của trò chơi mang những nội dung chính: Florence với cuộc sống trưởng thành, Florence bắt đầu hẹn hò Krish, Florence và Krish tìm hiểu nhau, Florence và Krish hạnh phúc bên nhau, Florence và Krish cãi nhau và rời xa nhau, và cuộc sống mới của Florence sau khi chia tay Krish. Một lần chơi của Florence mất khoảng 30 phút.

## Nội dung
Trò chơi theo chân Florence Yeoh, một cô gái 25 tuổi sống một mình với các thói quen lặp lại hằng ngày cả ở nhà lẫn ở công ty, thi thoảng vô thức sử dụng điện thoại để lên mạng xã hội tương tác. Một buổi sáng, điện thoại của cô bị sập nguồn, cô đi theo tiếng đàn cello mà mình nghe thấy và gặp được Krish, một nghệ sĩ đường phố. Krish kết bạn với cô và họ bắt đầu hẹn hò. Sau nhiều lần hẹn, họ hôn nhau và mối quan hệ thở nên dần nghiêm túc hơn. Krish chuyển tới sống với Florence và được cô động viên đi theo con đường trở thành nhạc công cello. Để cảm ơn, Krish tặng Florence một bộ màu nước và Florence bắt đầu mơ tưởng tới việc theo đuổi đam mê trở thành họa sĩ của mình.
Cặp đôi bắt đầu cãi nhau sáu tháng sau đó tại một của hàng thực phẩm, tuy nhiên cả hai đã làm hòa. Sau một năm yêu nhau, cả hai dần rơi vào những thói quen thường ngày và ngày một tách xa nhau. Sau một cuộc cãi vã khác, Krish chuyển đi. Florence quyết định thôi công việc hiện tại để theo đuổi đam mê làm họa sĩ, và cuối cùng đã gặt hái được nhiều thành công.

## Phát triển

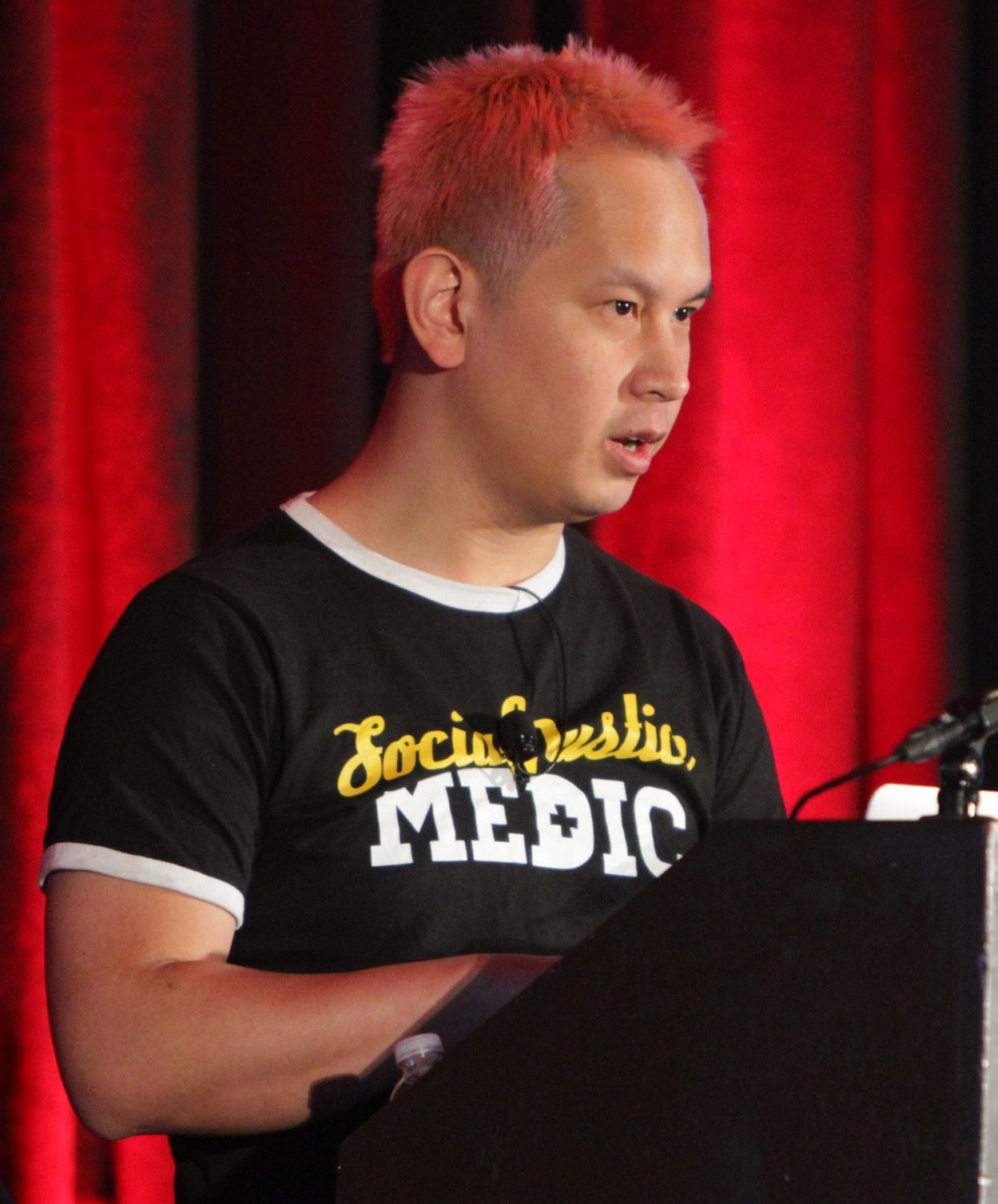
Ken Wong, nhà thiết kế chính cho Florence, wanted to create a game that eschewed violence.

Sau thành công của Monument Valley, nhà thiết kế trò chơi Ken Wong cảm thấy rằng mình đã cống hiến đủ cho hãng trò chơi Ustwo, và muốn được tự thành lập một hãng trò chơi riêng. Anh lựa chọn trở lại quê nhà tại Úc sau khi nhìn thấy tiềm năng phát triển của công việc làm trò chơi tại Melbourne. Wong thành lập công ty mới tại Melbourne, lấy tên Mountains.
Sau khi giải quyết vấn đề nhân sự, Mountains hoàn toàn không có định hướng về thể loại trò chơi mà họ muốn tạo ra. Cách tiếp cận của Wong là tuyển nhân sự trước rồi mới tới sáng tạo trò chơi. Khi những người trong đội bắt đầu bàn luận về việc phim điện ảnh và văn học thường hay khai thác đề tài tình yêu và cảm xúc con người, nhưng dường như thị trường trò chơi lại đang thiếu những điều đó và đây có thể là một "thách thức hay." Họ lựa chọn đi theo ý tưởng này và bắt đầu tạo nên Florence. Đây là trò chơi đầu tiên mà Wong thực hiện kể từ Monument Valley.
Wong và đội ngũ làm trò chơi mong muốn được tạo ra những trò chơi không mang yếu tố bạo lực. Wong nói, "Tôi muốn khai thác những câu chuyện mà chúng tôi có thể tạo ra mà không cần tới bạo lực." Mountains quyết định thực hiện trò chơi này trên nền tảng di động nhằm giúp trò chơi trở nên dễ tiếp cận nhất có thể. Mục tiêu của cả đội là tạo ra một trò chơi nơi người chơi có thể tập trung khám phá những cảm xúc thay vì phải cố gắng để đạt được một mục tiêu nào đó. Điều này hoàn toàn đối lập với Monument Valley, khi mà Wong muốn được tạo ra một trải nghiệm giống với một cuốn truyện tranh hoặc một bộ phim câm khi mà người chơi sẽ tập trung nhiều hơn vào phần cốt truyện. Với Florence, Wong và đội ngũ làm trò chơi đã lấy cảm hứng từ nhiều phim điện ảnh, trong đó có 500 ngày yêu, Eternal Sunshine of the Spotless Mind và Titanic.
Các nhà phát triển muốn biến trò chơi này trở thành một trải nghiệm tuyến tính ngay từ những ngày đầu thực hiện dự án vì họ cho rằng những người chơi trải đời hơn sẽ đưa ra được những lựa chọn "chính xác" hơn. Mountains bị ảnh hưởng bởi mỗi liên kết cảm xúc giữa con người và các phương tiện thông tin đại chúng và muốn đem những cảm xúc đó vào trò chơi điện tử. Cả đội quyết định sẽ sử dụng âm nhạc thay cho các đoạn hội thoại xuyên suốt trò chơi, với tiếng cello tượng trung cho Krish và tiếng piano tương trưng cho Florence. Mountains sử dụng nhạc nền cho các nhân vật sau khi vô tình tạo ra những bản nhạc trong quá trình phát triển chương thứ 9, "Cửa hàng thực phẩm", khi Krish và Florence có cuộc cãi vã đầu tiên. Wong lựa chọn cái tên Florence vì nhân vật được thiết kế là một cô gái người Úc gốc Hoa bị cha mẹ đặt cho một "cái tên lỗi thời" khi họ nhập cư.

## Tiếp nhận
Polygon ghi tên trò chơi vào danh sách các trò chơi hay nhất thập kỷ.
| Năm  | Giải thưởng                                           | Hạng mục                                           | Kết quả   | Nguồn         |
| ---- | ----------------------------------------------------- | -------------------------------------------------- | --------- | ------------- |
| 2018 | Golden Joystick Awards                                | Trò chơi điện thoại của năm                        | Đề cử     | [ 13 ] [ 14 ] |
| 2018 | The Game Awards 2018                                  | Trò chơi tạo ảnh hưởng lớn                         | Đề cử     | [ 15 ] [ 16 ] |
| 2018 | The Game Awards 2018                                  | Trò chơi điện thoại xuất sắc nhất                  | Đoạt giải | [ 15 ] [ 16 ] |
| 2018 | The Game Awards 2018                                  | Trò chơi độc lập ra mắt xuất sắc nhất              | Đề cử     | [ 15 ] [ 16 ] |
| 2018 | Gamers' Choice Awards                                 | Trò chơi điện thoại yêu thích nhất                 | Đề cử     | [ 17 ]        |
| 2018 | Australian Games Awards                               | Trò chơi do người Úc phát triển của năm            | Đề cử     | [ 18 ]        |
| 2019 | New York Game Awards                                  | Giải A-Train cho trò chơi điện thoại xuất sắc nhất | Đoạt giải | [ 19 ] [ 20 ] |
| 2019 | Annual D.I.C.E. Awards lần thứ 22                     | Thành tựu nổi bật trong cốt truyện                 | Đề cử     | [ 21 ] [ 22 ] |
| 2019 | Annual D.I.C.E. Awards lần thứ 22                     | Thành tựu nổi bật cho trò chơi độc lập             | Đề cử     | [ 21 ] [ 22 ] |
| 2019 | Annual D.I.C.E. Awards lần thứ 22                     | Trò chơi cầm tay của năm                           | Đoạt giải | [ 21 ] [ 22 ] |
| 2019 | Annual D.I.C.E. Awards lần thứ 22                     | Thành tựu nổi bật trong định hướng trò chơi        | Đề cử     | [ 21 ] [ 22 ] |
| 2019 | National Academy of Video Game Trade Reviewers Awards | Trò chơi, nguyên tác phiêu lưu                     | Đề cử     | [ 23 ]        |
| 2019 | National Academy of Video Game Trade Reviewers Awards | Trò chơi, hạng đặc biệt                            | Đề cử     | [ 23 ]        |
| 2019 | SXSW Gaming Awards                                    | Cách dẫn truyện xuất sắc                           | Đề cử     | [ 24 ]        |
| 2019 | SXSW Gaming Awards                                    | Trò chơi điện thoại của năm                        | Đề cử     | [ 24 ]        |
| 2019 | Game Developers Choice Awards                         | Màn ra mắt xuất sắc nhất                           | Đoạt giải | [ 25 ] [ 26 ] |
| 2019 | Game Developers Choice Awards                         | Trò chơi điện thoại xuất sắc nhất                  | Đoạt giải | [ 25 ] [ 26 ] |
| 2019 | Game Developers Choice Awards                         | Giải Sáng chế                                      | Đề cử     | [ 25 ] [ 26 ] |
| 2019 | Game Developers Choice Awards                         | Cách dẫn truyện xuất sắc nhất                      | Đề cử     | [ 25 ] [ 26 ] |
| 2019 | British Academy Games Awards lần thứ 15               | Trò chơi ra mắt                                    | Đề cử     | [ 27 ] [ 28 ] |
| 2019 | British Academy Games Awards lần thứ 15               | Trò chơi vượt ra ngoài tính giải trí               | Đề cử     | [ 27 ] [ 28 ] |
| 2019 | British Academy Games Awards lần thứ 15               | Trò chơi điện thoại                                | Đoạt giải | [ 27 ] [ 28 ] |
| 2019 | British Academy Games Awards lần thứ 15               | Cách dẫn truyện                                    | Đề cử     | [ 27 ] [ 28 ] |
| 2019 | British Academy Games Awards lần thứ 15               | Âm nhạc                                            | Đề cử     | [ 27 ] [ 28 ] |
| 2019 | British Academy Games Awards lần thứ 15               | Nguyên tác                                         | Đề cử     | [ 27 ] [ 28 ] |
| 2019 | Italian Video Game Awards                             | Trò chơi điện thoại xuất sắc nhất                  | Đoạt giải | [ 29 ]        |
| 2019 | Italian Video Game Awards                             | Trò chơi vượt ra ngoài tính giải trí               | Đề cử     | [ 29 ]        |
| 2019 | Webby Awards 2019                                     | Định hướng nghệ thuật xuất sắc nhất                | Đề cử     | [ 30 ] [ 31 ] |
| 2019 | Webby Awards 2019                                     | Thiết kế trò chơi xuất sắc nhất                    | Đoạt giải | [ 30 ] [ 31 ] |
| 2019 | Webby Awards 2019                                     | Thiết kế âm nhạc/âm thanh xuất sắc nhất            | Đề cử     | [ 30 ] [ 31 ] |
| 2019 | Webby Awards 2019                                     | Kịch bản xuất sắc nhất                             | Đề cử     | [ 30 ] [ 31 ] |
| 2019 | Games for Change Awards                               | Cách chơi xuất sắc nhất                            | Đề cử     | [ 32 ]        |